# Бекбоев, Мэлс Сагыналиевич
Мэлс Сагыналиевич Бекбоев (род. 20 ноября 1952, Орто-Алыш, Фрунзенская область) — представитель высшего командования Вооружённых сил Кыргызской Республики, генерал-майор (2004).

## Биография
Мэлс Бекбоев родился 20 ноября 1952 года в посёлке Орто-Алыш (с 1991 года — Байтик, ныне Аламудунского района Чуйской области).
С 1970 по 1974 годы обучался в Алма-Атинском высшем общевойсковом командном училище имени маршала бронетанковых войск Конева.
По окончании училища с 1974 по 1979 годы проходил службу в должности командира разведывательного взвода, а после и командира разведывательной роты в 8-й гвардейской мотострелковой Панфиловской дивизии Среднеазиатского военного округа.
В 1979 году окончил офицерские курсы «Выстрел» и был назначен на должность начальника разведки мотострелкового полка.
В 1980 году с созданием 177-го отдельного отряда специального назначения на базе 22-й отдельной бригады специального назначения, капитан Бекбоев назначен командиром 3-й разведывательно-десантной роты специального назначения данного отряда. С 1982 года был назначен на должность заместителя командира отряда по боевой подготовке.
В период с октября 1981 по июль 1983 года, капитан Бекбоев принимал участие в боевых действиях на территории Демократической Республики Афганистан в составе 177-го отдельного отряда специального назначения.
С 1983 по 1986 годы проходил службу в должности командира батальона десантно-штурмовой бригады.
1986—1990 — на должности военного комиссара Ак-Талинского района, г. Нарына Киргизской ССР.
С 1990 по 1998 годы последовательно занимал должности командира отдельного батальона в г. Нарын, командира 282-го гвардейского мотострелкового полка в н.п. Кой-Таш Чуйской области, заместителя командира 8-й гвардейской мотострелковой дивизии имени Панфилова.
В годы гражданской войны в Таджикистане, принимал участие в боевых действиях на стороне правительственных войск.
С 1998 по 2002 годы занимал должность начальника Управления боевой подготовки Министерства обороны Киргизской Республики.
Летом и осенью 1999 года полковник Бекбоев Мэлс принимал непосредственное участие в ликвидации боевиков Исламского движения Узбекистана, проникших в южные районы Киргизии.
С 2002 по 2004 годы проходил обучение в Военной академии имени Фрунзе и Военной академии Генерального штаба Вооруженных сил Российской Федерации.
В 2004 году Мэлсу Бекбоеву присвоено воинское звание генерал-майор.
С августа 2004 по февраль 2006 года являлся начальником Главного штаба Вооруженных сил и первым заместителем министра обороны Киргизской Республики
С февраля по 18 апреля 2006 года — заместитель Министра обороны Киргизии.
В июле 2006 года Военный суд Бишкекского гарнизона признал генерал-майора Бекбоева виновным в распространении клеветы в отношении министра обороны Киргизии.
Мэлс Бекбоев Занимается общественной работой и является членом Центрального совета ветеранов — председателем Октябрьского районного совета ветеранов города Бишкека.

## Награды
За время службы награждался орденами и медалями СССР и Киргизской Республики среди которых:
- Орден «За службу Родине в Вооружённых Силах СССР»;
- Орден Красной Звезды;
- Орден «Манас» II степени;
- Орден «Манас» III степени.

## Семья
Женат. Супруга — военнослужащая запаса. Старший сын и дочь — офицеры вооружённых сил.